# Dioecesis Daciae

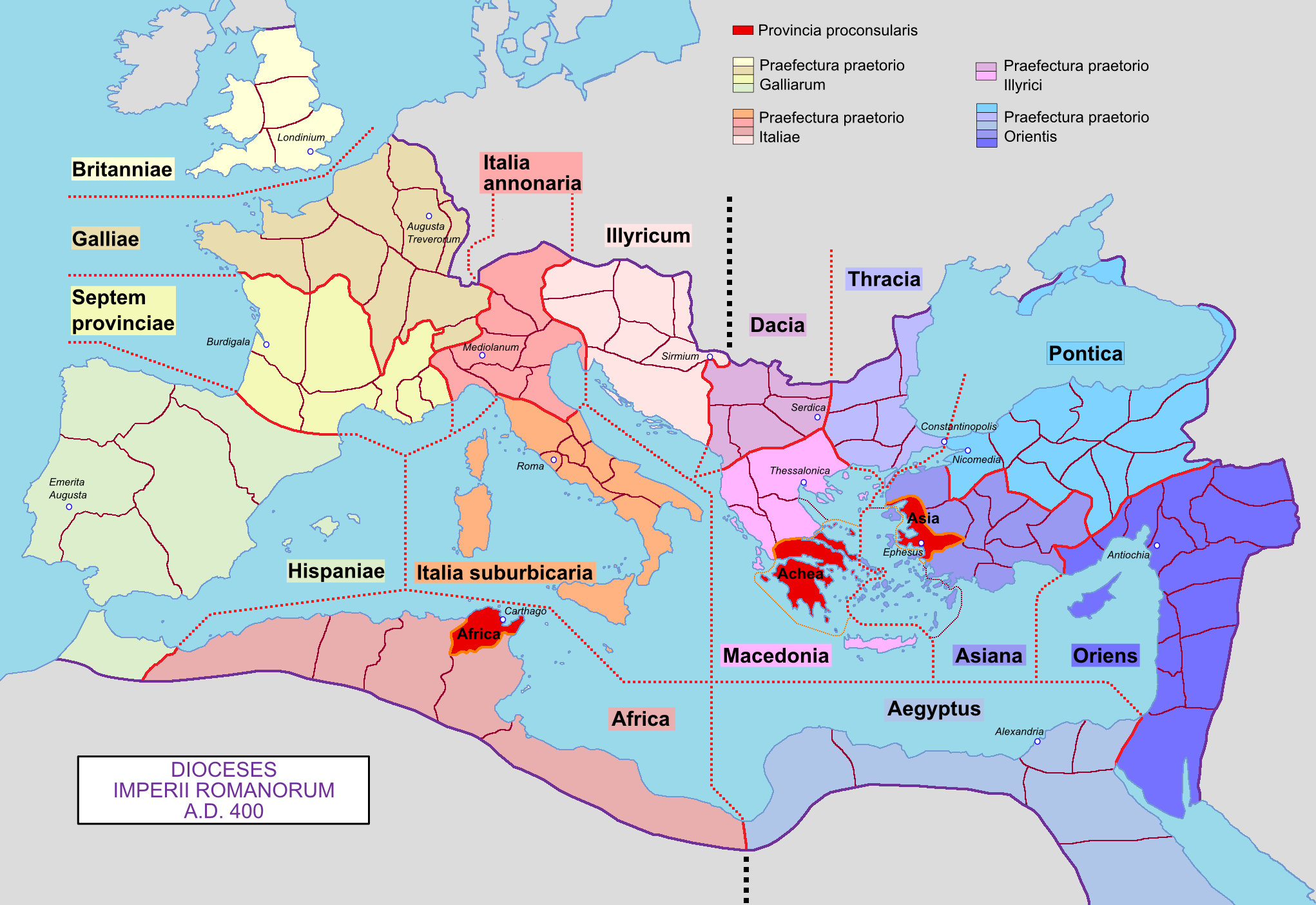
Die Diözesen um 400 n. Chr. (Spätantike)

Die Dioecesis Daciae war eine spätantike Verwaltungseinheit (Dioecesis) des Römischen bzw. Oströmischen Reiches, die große Teile des Balkan umfasste. Sie bestand von ca. 337 bis ca. 602 nach Christus. Hauptort war Serdica, das heutige Sofia.

## Gebietsstruktur
Die Dioecesis Daciae umfasste folgende 5 Provinzen:
- Dacia Mediterranea (der südliche Teil von Dacia Aureliana)
- Dacia Ripensis (der nördliche an der Donau gelegene Teil von Dacia Aureliana)
- Moesia Prima (der nördliche Teil von Moesia Superior)
- Dardania (der südliche Teil von Moesia Superior)
- Praevalitana (der östliche Teil von Dalmatia).

Mit der Provinz Dakien (lateinisch Dacia), die von 106 bis 271 eine Provinz des Römischen Reiches im Norden der unteren Donau gewesen war, hatte die Diözese nur den Namen gemein.

## Geschichte
Die Diözesen als Verwaltungseinheit wurden von Kaiser Diokletian begründet. Der Leiter der Diözesen (und Provinzen) war der Vicarius, Stellvertreter des nach 312 aus dem militärischen Prätorianerpräfekten hervorgegangenen Zivilbeamten. Die Provinzen der Diözese Daciae bildeten ursprünglich keine eigene Diözese, sondern waren Teil der Dioecesis Moesiae. Erst um das Jahr 337 wurden sie zu einer eigenen Diözese zusammengefasst. Bereits bei der Reichsteilung von 395 wurde die Struktur der Diözesen geändert in vier Präfekturen, 15 Diözesen und 119 Provinzen. Die Diözese gehörte zu Ostrom und war ab diesem Zeitpunkt dem praefectus praetorio per Illyricum (Griechisch: ἐπαρχότης/ὑπαρχία [τῶν πραιτωρίων] τοῦ Ἰλλυρικοῦ) unterstellt. Die Diözese wurden Mitte des 5. Jahrhunderts von den Hunnen verwüstet und schließlich zu Ende des 6. bzw. Beginn des 7. Jahrhunderts von den Awaren und Slawen überrannt.